# Linckia columbiae
Linckia columbiae är en sjöstjärneart som beskrevs av Gray 1840. Linckia columbiae ingår i släktet Linckia och familjen Ophidiasteridae.
Artens utbredningsområde är Kalifornien. Inga underarter finns listade i Catalogue of Life.